# (25982) 2001 FQ57
2001 أف كيو 57 (ويعرف أيضًا باسم (25982) 2001 أف كيو 57 وفق تسمية الكوكب الصغير) (بالإنجليزية: 2001 FQ57)‏ هو كويكب ضمن حزام الكويكبات؛ وترتيبه 25982 من حيث الاكتشاف.
اكتُشف هذا الجُرم الفلكي بواسطة بحث لنكولن عن الكويكبات القريبة من الأرض في 19 مارس 2001.

## وصلات خارجية
- (25982) 2001 FQ57 في قاعدة بيانات مختبر الدفع النفاث لأجرام النظام الشمسي الصغيرة

- الاكتشاف · مخطط المدار ·  العناصر المدارية · المعلمات المادية

- (25982) 2001 FQ57 على موقع ويكي سكاي: DSS2, SDSS, GALEX, IRAS, Hydrogen α, X-Ray, Astrophoto, Sky Map, Articles and images